# Maud (królowa Norwegii)
Maud z Walii, właśc. ang.: Maud Charlotte Mary Victoria of Wales (ur. 26 listopada 1869 w Londynie, zm. 20 listopada 1938 tamże) – księżniczka Zjednoczonego Królestwa, królowa Norwegii.

## Życiorys
Urodziła się w brytyjskiej rodzinie królewskiej, była wnuczką królowej Wiktorii, córką księcia Walii, późniejszego króla Edwarda VII i jego żony, księżniczki duńskiej Aleksandry.
22 lipca 1896 Maud wyszła za mąż za swojego brata wujecznego (był synem starszego brata matki Maud), księcia Danii i Norwegii Carla Glücksburga. Jej ojciec z tej okazji sprezentował jej Appleton House w majątku Sandringham House jako wiejską rezydencję w czasie jej przyszłych odwiedzin ojczyzny. Tam 2 lipca 1903 przyszedł na świat jedyny syn pary – książę Alexander Edward Christian Frederik Glücksburg (przyszły król jako Olaf V). Książę Carl był oficerem w duńskiej marynarce i do 1905 razem z rodziną mieszkał głównie w Danii. W czerwcu 1905 norweski parlament rozwiązał unię szwedzko-norweską (trwającą od ponad 100 lat) i zaproponował tron Norwegii księciu Carlowi. W listopadzie plebiscyt wśród ludności potwierdził propozycję i Carl przyjął imię Haakon VII, a jego syn – Olaf.

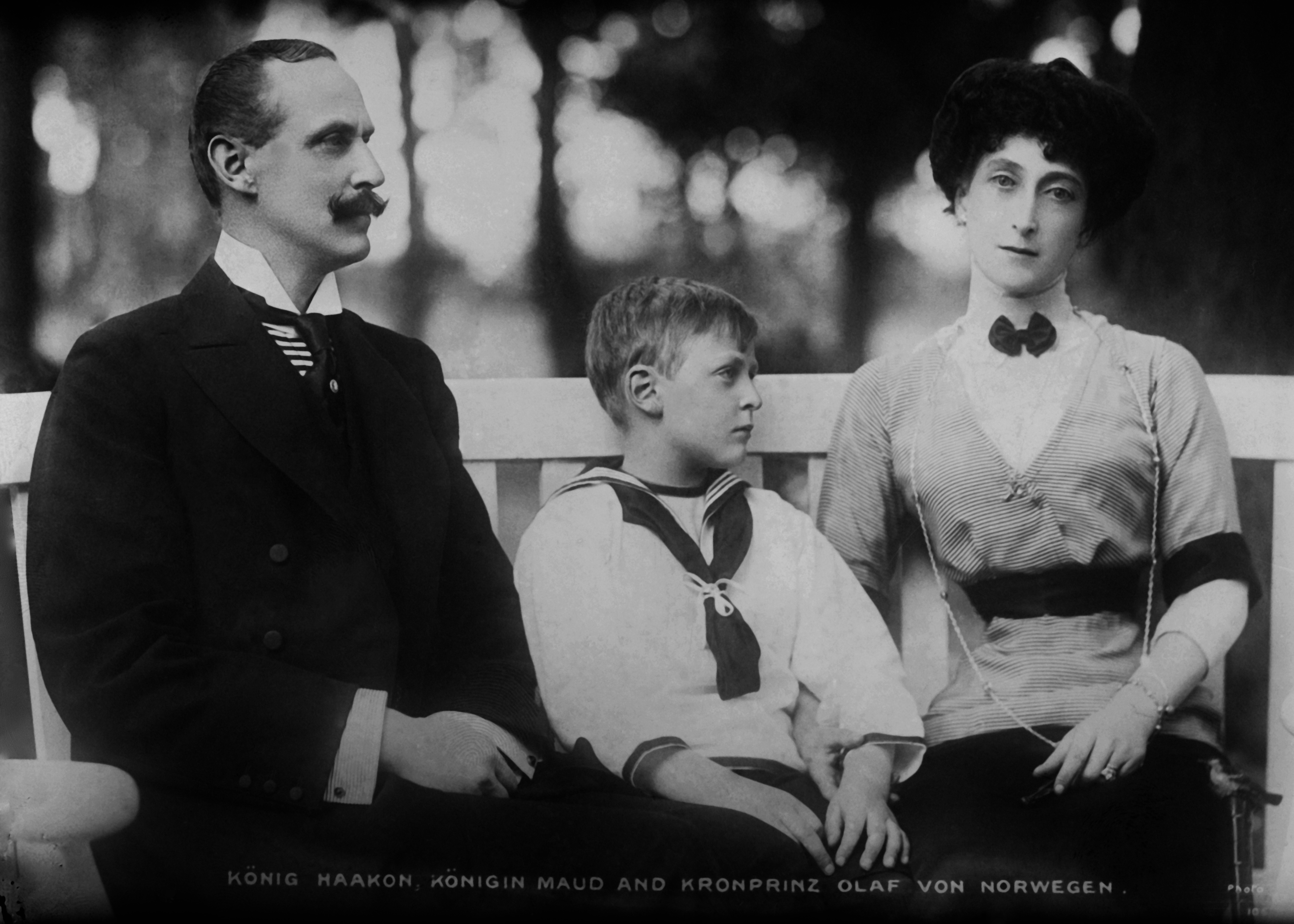
Maud z mężem i synem

22 czerwca 1906 Maud została wraz z mężem koronowana na królową i króla Norwegii w katedrze Nidaros w Trondheim. Była pierwszą królową Norwegii od 1319, która nie była równocześnie królową Danii lub Szwecji. O ile mąż Maud z łatwością przystosował się do nowej sytuacji, o tyle królowa zupełnie sobie z nią nie radziła. W rzeczy samej, życie na norweskim dworze było bardzo surowe. Przyzwyczajona do przepychu i zbytku monarchii angielskiej i pałacowego komfortu, królowa Maud nudziła się na dworze, na którym nie było szlachty, nie było więc też wielu balów i rozrywek. Bardzo szybko popadła w głęboką depresję.
Królowa Maud nigdy nie przestała kochać ojczystego kraju, jednak szybko zaczęła wypełniać obowiązki królowej Norwegii. Działała charytatywnie, zajmowała się dziećmi i zwierzętami. Wspierała też muzyków i innych artystów. Była podziwiana jako znawczyni mody, jej stroje odznaczały się wyjątkowym szykiem (były wystawiane w Muzeum Wiktorii i Alberta w 2005). Ostatni raz wystąpiła publicznie na koronacji swojego bratanka, Jerzego VI, w maju 1937 w Westminster.
Królowa Maud zmarła w 1938 w Wielkiej Brytanii na zawał serca i była opłakiwana przez cały naród. Na jej cześć nazwano norweski fragment Antarktydy – Ziemią Królowej Maud. Była najdłużej żyjącym dzieckiem Edwarda VII i królowej Aleksandry. Została pochowana w krypcie królewskiej w twierdzy Akershus.